# Władysław Nasibulin
Władysław Ołehowycz Nasibulin, ukr. Владислав Олегович Насібулін (ur. 6 lipca 1989 w Debalcewie) – ukraiński piłkarz, grający na pozycji pomocnika.

## Kariera piłkarska

### Kariera klubowa
Wychowanek klubów Metałurh Donieck i Szachtar Donieck, barwy których bronił w juniorskich mistrzostwach Ukrainy (DJuFL). 3 sierpnia 2006 roku rozpoczął karierę piłkarską w drużynie rezerw Szachtara Donieck, potem grał w trzeciej drużynie. W lipcu 2010 został wypożyczony do Illicziwca Mariupol. Od lata 2012 występował na zasadzie wypożyczenia w klubie Zirka Kirowohrad. W lipcu 2013 przeszedł do FK Połtawa. 16 sierpnia 2018 podpisał kontrakt z FK Mińsk. 7 grudnia 2018 opuścił miński klub.

### Kariera reprezentacyjna
W 2005 występował w juniorskiej reprezentacji Ukrainy U-17.

## Sukcesy i odznaczenia

### Sukcesy klubowe
FK Połtawa
- wicemistrz Ukraińskiej Pierwszej Ligi: 2017/18